# Fixed (мультфильм)
Fixed — американский полнометражный анимационный фильм для взрослых в жанре романтической комедии, снятый режиссёром Геннди Тартаковски, написавшим сценарий в соавторстве с Джоном Витти. Главные роли озвучили Адам Дивайн, Идрис Эльба, Кэтрин Хан, Фред Армисен, Бек Беннетт и Бобби Мойнахан. Сюжет рассказывает о псе, который узнаёт о том, что скоро его должны кастрировать. Это первый мультфильм для взрослых, созданный студией Sony Pictures Animation, а также первая её полнометражная работа в формате рисованной анимации.
Изначально мультфильм планировала выпустить компания Warner Bros. Pictures посредством студии New Line Cinema, но в августе 2024 года их материнская компания Warner Bros. Discovery отказалась от проекта в рамках мер по экономии средств и отменила его выход в прокат. Позднее права на него приобрёл стриминговый сервис Netflix, который и выпустил мультфильм 13 августа 2025 года. Проект получил смешанные отзывы от критиков.

## Сюжет
Бугай — двухлетний стаффордширский бультерьер, который в силу своего извращённого характера пристаёт ко всему, что видит. Он дружит с немецким боксёром Роко, таксой Апортом и джек-рассел-терьером Везунчиком — все они, кроме Бугая, кастрированы, из-за чего над ними насмехается высокомерный выставочный борзой Стерлинг. Бугай влюблён в свою соседку, выставочную собаку Карамельку, но не может признаться ей в своих чувствах.
В один из дней хозяева Бугая балуют его, разрешая бегать по дому и пить из туалета, в который они налили Kool-Aid. Бугай понимает, что его собираются кастрировать, поскольку с его другом, немецким догом Лютером, перед этой процедурой происходило то же самое. Он решает уйти из дома, пытаясь спасти себя от кастрации. Вскоре Бугай оказывается в окружении уличных котов, но в последний момент его спасают друзья, узнавшие о его пропаже и отправившиеся на поиски. Бугай собирается идти домой, однако Роко убеждает его провести с друзьями последнюю ночь перед кастрацией.
Все вчетвером они попадают во множество передряг, а после оказываются на собачьей выставке, где выступают Карамелька и Стерлинг. Бугай наконец решается признаться Карамельке в любви, но увидев её со Стерлингом, уходит в подавленном состоянии. Друзья приходят в собачий стриптиз-клуб, где Везунчик влюбляется в добермана-интерсексуала по кличке Фрэнки. Бугай знакомится с привлекательной борзой Мелассой, похожей на Карамельку. Кога он пытается спариться с ней, это видит Карамелька, ушедшая с выставки ради Бугая, что приводит её в ярость.
Вскоре Бугая, Карамельку и остальных ловит служба по контролю за животными, но за Карамелькой быстро приходят хозяева, узнавшие о её местонахождении благодаря специальному микрочипу. Понимая, что Стерлинг и Карамелька будут спариваться как победители собачьей выставки, Бугай и его друзья сбегают и отправляются к Бугаю домой, в то время как Везунчик отделяется от них, чтобы воссоединиться с Фрэнки.
Бугаю удаётся добраться до дома прежде, чем Стерлинг успевает спариться с Карамелькой, а также извиниться перед ней и признаться в своих чувствах. Он воссоединяется со своей семьёй и той же ночью уединяется с Карамелькой, которая также признаётся ему в любви, после чего они спариваются. Бугая всё-таки кастрируют, но он легко это переживает и становится отцом щенков Карамельки. Стерлинга, удивлённого тем, что щенки не от него, также собираются кастрировать.

## Роли озвучивали
- Адам Дивайн — Бугай, ловкий и сообразительный стаффордширский бультерьер[10][11]
- Идрис Эльба — Роко, самоуверенный немецкий боксёр, разговаривающий с британским акцентом[10][11]
- Кэтрин Хан — Карамелька, русская псовая борзая, соседка и возлюбленная Буля[10][12]
- Фред Армисен — Апорт, такса, считающая себя инфлюэнсером[10][11]
- Бек Беннетт[англ.] — Стерлинг, эгоцентричный борзой, любовный конкурент Бугая[10]
- Бобби Мойнахан — Везунчик, нервный и глупый джек-рассел-терьер[10]
- Мишель Бюто[англ.] — Меласса, привлекательная борзая[10]
- Ривер Галло — Фрэнки, доберман-интерсексуал[10][12]
- Грей Делайл — бабушка[13]
- Аарон Лапланте — Лютер, истеричный немецкий дог[14]
- Скотт Вайль — Алекс
- Джули Натансон[англ.] — Джулия
- Мишель Рафф[англ.] — Эмма
- Кэри Уолгрен — мать Карамельки
- Шон Чиплок[англ.] — Луковка, левое яичко Бугая
- Даран Норрис[англ.] — Наполеон, правое яичко Бугая

## Производство

### Разработка и написание сценария

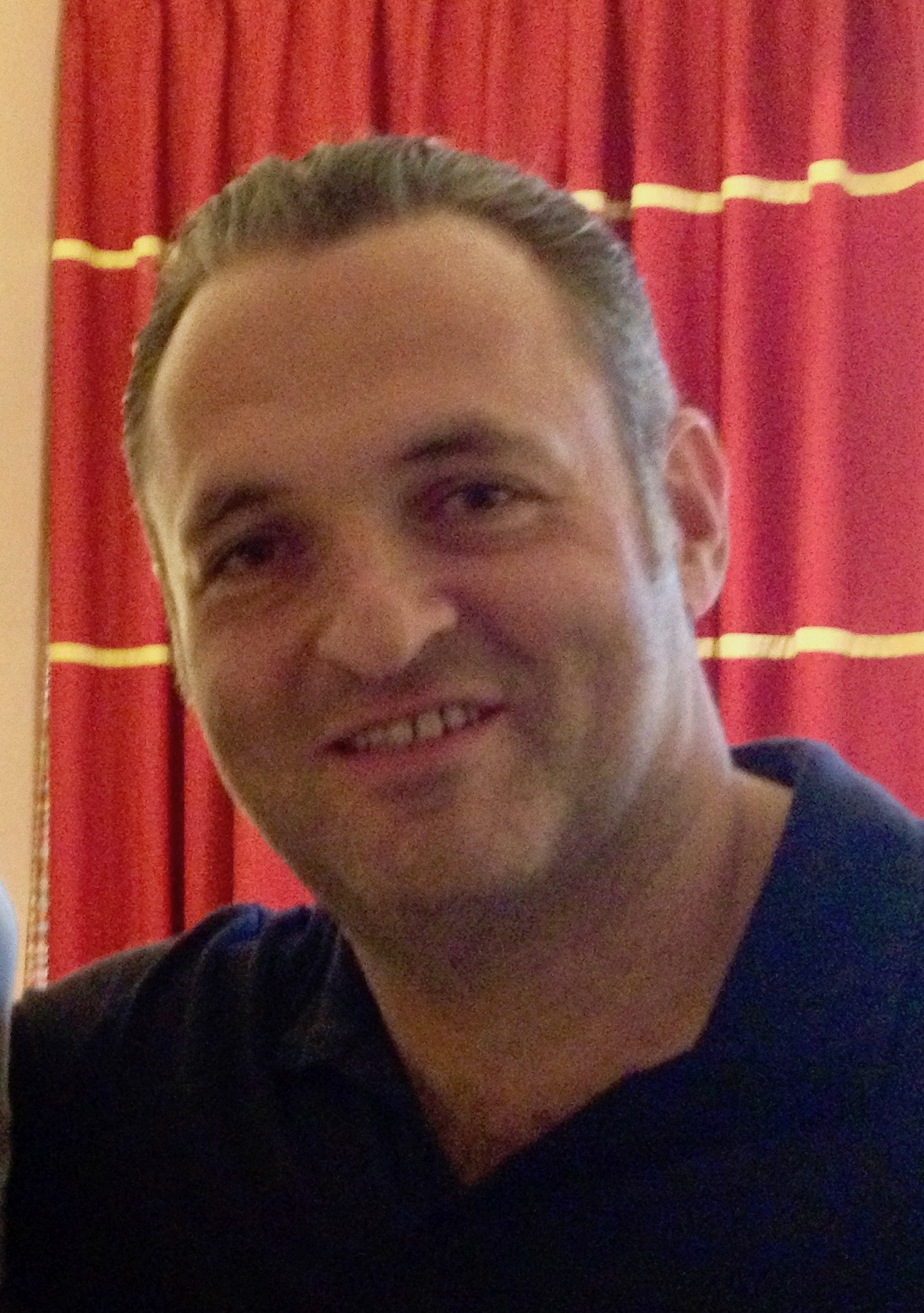
Режиссёр и сценарист Геннди Тартаковски в 2012 году

По словам Геннди Тартаковски, идея мультфильма возникла у него ещё в 2009 году. Тогда это должен был быть роуд-муви о животных под названием Buds, в котором Тартаковски хотел передать динамику компании своих друзей. Изначально мультфильм рассказывал о разных видах животных, но после того, как продюсер потребовал более сильную идею, режиссёр задал вопрос: «А что, если один из них будет псом, который понимает, что наутро его собираются кастрировать?». Проект получил название The Shift, которое затем сменил заголовок Fixed.
25 июля 2018 года сайт Deadline Hollywood сообщил о том, что Тартаковски срежиссирует мультфильм и напишет сценарий, а спродюсирует его Мишель Мурдокка. За производство отвечала студия Sony Pictures Animation, для которой Fixed стал первым проектом с рейтингом «R»; ранее Тартаковски снимал для той же студии мультфильмы серии «Монстры на каникулах». Больше подробностей Тартаковски раскрыл в июне следующего года на Международном фестивале анимационных фильмов в Анси. «Он довольно забавный и трогательный, и дело не только в яйцах, мы хотим сделать комедию характеров», — сказал он. В июле 2022 года режиссёр заявил, что, хотя это проект Sony Pictures Animation, в прокат его выпустит компания New Line Cinema. В декабре того же года Тартаковски добавил, что именно фокус на комедии характеров делает мультфильм «гораздо более уникальным и выдающимся». Постановщик отметил, что при разработке дружеских отношений между героями он вдохновлялся фильмами Джадда Апатоу «Сорокалетний девственник» (2005) и «Немножко беременна» (2007).
«[Бугай] испытывает что-то вроде иллюзии безопасности, связанной с его яичками, как Самсон со своими волосами, что и делает персонажа забавным, — сказал Тартаковски в интервью сайту Polygon в 2025 году. — Его друзья уже стерилизованы, и с ними всё в порядке, но решись я на подобную процедуру, я бы тоже испугался до чёртиков».

### Подбор актёров
В сентябре 2022 года Тартаковски сообщил, что одну из ролей в мультфильме озвучит Аарон Лапланте, ранее озвучивавший персонажей в его мультсериалах «Первобытный» и «Единорог: Вечные воины». 13 июня 2023 года на Международном фестивале анимационных фильмов в Анси режиссёр объявил актёрский состав, в который вошли Адам Дивайн, Идрис Эльба, Кэтрин Хан, Фред Армисен, Бобби Мойнахан, Бек Беннетт, Ривер Галло и Мишель Бюто. По словам Мурдокки, Хан не хотела, чтобы её персонаж был «девочкой-припевочкой на заднем плане без какой-либо глубины характера», и стремилась сделать образ героини более вульгарным.

### Анимация и дизайн
За анимацию отвечали студии Renegade Animation и Lightstar Studios. Художником-постановщиком стал Скотт Уиллс, работавший над созданными Тартаковски мультсериалами «Самурай Джек» и «Первобытный». Работа над анимацией началась в июле 2022 года и должна была завершиться в сентябре 2023 года. Изначально Тартаковски хотел, чтобы мультфильм был рисованным, но позже задумался о переходе на компьютерную анимацию, чтобы проект «лучше продался». В конечном счёте он решил, что стилистика рисованной анимации будет более уместна для сюжета картины, и оставил всё как есть. Таким образом, Fixed стал первым мультфильмом Sony Pictures Animation в формате 2D.
Тартаковски хотел, чтобы стилистика проекта напоминала мультфильмы Walt Disney Animation Studios «Леди и Бродяга» (1955) и «101 далматинец» (1961). Также он вдохновлялся работами Текса Эйвери и короткометражками Looney Tunes от Чака Джонса, в которых упор делался на выразительную анимацию. Однако лента стала гораздо более мультяшной, чем ожидалось. Тартаковски пришлось ограничивать себя при анимировании гениталий собак и раскрашивать анусы. Работа над мультфильмом завершилась в сентябре 2023 года, как и было запланировано.

### Музыкальное сопровождение
Музыку к мультфильму написали Тайлер Бейтс и Джоэнн Хиггинботтом, уже сотрудничавшие с Тартаковски. Альбом саундтреков вышел 13 августа 2025 года.
| №                   | Название                                | Длительность |
| ------------------- | --------------------------------------- | ------------ |
| 1.                  | «Get Our Freak On»                      | 0:55         |
| 2.                  | «Adora Bull»                            | 1:46         |
| 3.                  | «Food Rain»                             | 0:45         |
| 4.                  | «You’re Eating Cat Sh*t!»               | 1:22         |
| 5.                  | «Stop Humping Nana!»                    | 1:22         |
| 6.                  | «My Sweet Sweet Honey»                  | 1:17         |
| 7.                  | «Gotta Pee!»                            | 0:25         |
| 8.                  | «Inbred for Generations»                | 1:44         |
| 9.                  | «Wiggly Field»                          | 0:33         |
| 10.                 | «My Balls!»                             | 1:31         |
| 11.                 | «F***ing Cats»                          | 1:26         |
| 12.                 | «Ball-less Zombie»                      | 2:02         |
| 13.                 | «Welcome, Bitches (feat. Lola Colette)» | 2:04         |
| 14.                 | «I am a Wild F***ing Wolf»              | 1:14         |
| 15.                 | «Audio Symphonic Dick-Tation»           | 2:02         |
| 16.                 | «Kill the Squirrel!»                    | 1:34         |
| 17.                 | «Nose Boner»                            | 0:53         |
| 18.                 | «Just a Dog»                            | 1:35         |
| 19.                 | «Hump House Raid»                       | 0:47         |
| 20.                 | «Get You Some Honey»                    | 0:44         |
| 21.                 | «Karma’s a Bitch»                       | 0:27         |
| Общая длительность: | Общая длительность:                     | 26:28        |

## Премьера
Мировая премьера мультфильма Fixed состоялась 11 июня 2025 года на Международном фестивале анимационных фильмов в Анси. 3 августа он стал фильмом закрытия 29-го международного кинофестиваля «Фантазия», а 13 августа вышел на стриминговом сервисе Netflix и в ограниченном прокате.
Изначально выпустить картину в прокат планировала компания New Line Cinema. В интервью Animation Magazine в июне 2024 года Тартаковски сообщил, что конкретная дата премьеры ещё не назначена. 9 августа 2024 года появилась информация о том, что Warner Bros. Discovery (WBD), материнская компания New Line, отказалась от выпуска мультфильма в рамках мер по экономии средств. Права на проект вернулись к Sony Pictures Animation, которая начала пытаться продать его другим студиям. Одним из первых эту новость сообщил журналист Puck News Мэттью Беллони, которого она удивила, особенно в свете успешного сотрудничества Тартаковски с телеканалами Cartoon Network и Adult Swim, принадлежащими той же компании. Одним из потенциальных покупателей был Netflix, до этого уже выпустивший эксклюзивно на своём сервисе несколько проектов Sony. Беллони предположил, что в том случае, если мультфильм никто не купит, он может быть отменён с целью списания налогов — так WBD поступила с фильмами «Бэтгёрл» и «Койот против „Акме“».
1 октября того же года на фестивале AnimationFest Тартаковски объяснил журналисту Collider Стиву Вайнтраубу, что проект «ни в коем разе не мёртв и не лежит на полке, а просто ждёт необходимого прокатчика». Из более поздней статьи TheWrap стало известно, что WBD отказалась от Fixed в 2023 году, вскоре после завершения работы над ним. В январе 2024 года Netflix картина была неинтересна, поскольку в приоритете у их подразделения Animation Film находились семейные мультфильмы. Одно время Тартаковски хотел для проката мультфильма арендовать на три месяца кинотеатр на свои деньги. В начале 2025 года в переговоры вступило подразделение Animation Series во главе с Джоном Дердерианом, контролирующим производство взрослой анимации для сервиса, и в течение следующих нескольких недель Netflix всё-таки купил проект.

## Восприятие
По данным агрегатора Rotten Tomatoes, 
60 % из 53 обзоров были положительными. Сайт обобщает мнения критиков так: «Легенда анимации Геннди Тартаковски уходит в отрыв и создаёт Fixed — крайне топорный мультфильм, способный удовлетворить только любителей дерзких комедий». На Metacritic средневзвешенная оценка мультфильма составляет 51 балл из 100 на основе 12 рецензий, что соответствует критерию «смешанные или средние отзывы».
Питер Дебрюж из Variety оставил положительный отзыв, отметив, что «мультфильм оказывается довольно взрослым с точки зрения вопроса о том, как далеко Бугай готов зайти, чтобы искупить свою вину». Журналист Discussing Film Райан Гаур дал мультфильму 3 балла из 5 и написал следующее: «Геннди Тартаковски создал множество первоклассных проектов в сфере западной анимации. К сожалению, Fixed не из таких. Похабные шутки могут понравиться некоторым почти взрослым зрителям, но картина наступает на стандартные для взрослой анимации грабли, путая понятия „взрослый“ и „мерзкий“. Тем не менее тут есть моменты, доказывающие, что Тартаковски по-прежнему нет равных, а красивая 2D-анимация даёт ему шанс продемонстрировать свою мощь. Не лучшая его работа, но хорошо, что он хотя бы попытался».
Денис Варков в отзыве для «Кинопоиска» сравнил Fixed с лентой «Полный расколбас», отметив простоту истории. «Смотреть мультфильм нелегко. Каждый раз, когда начинаешь проникаться драмой, появляется какая-то сцена, которая все портит, сбивая эмоциональный настрой», — написал он. Обозревателю «2x2.медиа» Алине Кувшинниковой не понравилось решение Тартаковски снимать мультфильм для взрослых — по её мнению, картина страдает от избытка пошлого юмора.